# Frojach-Katsch
Frojach-Katsch là một đô thị thuộc huyện Murau thuộc bang Steiermark, nước Áo. Đô thị Frojach-Katsch có diện tích 38,89 km², dân số thời điểm cuối năm 2005 là 1247 người.